# Aleksiej Kozłow (piłkarz)
Aleksiej Anatoljewicz Kozłow (ros. Алексей Анатольевич Козлов, ur. 25 grudnia 1986 w Pietrozawodsku) – rosyjski piłkarz grający na pozycji prawego obrońcy. Od 2021 roku jest zawodnikiem klubu FK Niżny Nowogród.

## Kariera klubowa
Swoją karierę piłkarską Kozłow rozpoczął w klubie Zaria Nabierieżnyje Czełny. Trenował również w juniorach Nieftiechimiku Niżniekamsk i Hamburger SV. W latach 2004–2006 był piłkarzem grającego w niemieckiej Oberlidze, ASV Bergedorf 85. W 2006 roku był też zawodnikiem VfB Lübeck.
W 2007 roku Kozłow wrócił do Rosji i podpisał kontrakt z klubem KAMAZ Nabierieżnyje Czełny. Grał w nim w latach 2007-2010 w rozgrywkach pierwszej dywizji. W połowie 2010 roku przeszedł do Kubania Krasnodar. Swój debiut w nim zaliczył 21 sierpnia 2010 w wygranym 1:0 domowym meczu z FK Chimki. Na koniec 2010 roku awansował z Kubaniem z pierwszej dywizji do priemjer-ligi. Od czasu debiutu był podstawowym zawodnikiem Kubania. W latach 2014–2019 grał w Dinamie Moskwa, a w latach 2019-2021 w FK Rostów.
| Sezon   | Klub                       | Kraj  | Rozgrywki        | Mecze | Bramki |
| ------- | -------------------------- | ----- | ---------------- | ----- | ------ |
| 2007    | KAMAZ Nabierieżnyje Czełny | Rosja | Pierwyj diwizion | 2     | –      |
| 2008    | KAMAZ Nabierieżnyje Czełny | Rosja | Pierwyj diwizion | 14    | 1      |
| 2009    | KAMAZ Nabierieżnyje Czełny | Rosja | Pierwyj diwizion | 32    | 1      |
| 2010    | KAMAZ Nabierieżnyje Czełny | Rosja | Pierwyj diwizion | 23    | 1      |
| 2010    | Kubań Krasnodar            | Rosja | Priemjer-Liga    | 13    | –      |
| 2011/12 | Kubań Krasnodar            | Rosja | Priemjer-Liga    | 35    | –      |
| 2012/13 | Kubań Krasnodar            | Rosja | Priemjer-Liga    | 25    | –      |
| 2013/14 | Dinamo Moskwa              | Rosja | Priemjer-Liga    | 6     | 0      |
| 2014/15 | Dinamo Moskwa              | Rosja | Priemjer-Liga    | 12    | 0      |
| 2015/16 | Dinamo Moskwa              | Rosja | Priemjer-Liga    | 22    | 4      |
| 2016/17 | Dinamo Moskwa              | Rosja | Pierwyj diwizion | 16    | 0      |
| 2017/18 | Dinamo Moskwa              | Rosja | Priemjer-Liga    | 25    | 1      |
| 2018/19 | Dinamo Moskwa              | Rosja | Priemjer-Liga    | 23    | 1      |
| 2019/20 | FK Rostów                  | Rosja | Priemjer-Liga    | 24    | 0      |
| 2020/21 | FK Rostów                  | Rosja | Priemjer-Liga    | 24    | 1      |

## Kariera reprezentacyjna
W reprezentacji Rosji Kozłow zadebiutował 7 czerwca 2013 roku w przegranym 0:1 meczu eliminacji do MŚ 2014 z Portugalią, rozegranym w Lizbonie. W 31' minucie tego meczu zmienił Aleksandra Aniukowa.